# Fort Gibson
Fort Gibson és un poble dels Estats Units a l'estat d'Oklahoma. Segons el cens del 2000 tenia 4.054 habitants.

## Demografia
Segons el cens del 2000, Fort Gibson tenia 4.054 habitants, 1.467 habitatges, i 1.113 famílies. La densitat de població era de 116,5 habitants per km².
Dels 1.467 habitatges en un 43,4% hi vivien nens de menys de 18 anys, en un 57,9% hi vivien parelles casades, en un 14,2% dones solteres, i en un 24,1% no eren unitats familiars. En el 21,6% dels habitatges hi vivien persones soles el 9,1% de les quals corresponia a persones de 65 anys o més que vivien soles. El nombre mitjà de persones vivint en cada habitatge era de 2,72 i el nombre mitjà de persones que vivien en cada família era de 3,16.
Per edats la població es repartia de la següent manera: un 30,8% tenia menys de 18 anys, un 9,5% entre 18 i 24, un 27,3% entre 25 i 44, un 21,1% de 45 a 60 i un 11,3% 65 anys o més.
L'edat mediana era de 33 anys. Per cada 100 dones de 18 o més anys hi havia 85,3 homes.
La renda mediana per habitatge era de 30.975 $ i la renda mediana per família de 36.944 $. Els homes tenien una renda mediana de 30.362 $ mentre que les dones 21.525 $. La renda per capita de la població era de 14.042 $. Entorn del 14,2% de les famílies i el 16,5% de la població estaven per davall del llindar de pobresa.

## Poblacions més properes
El següent diagrama mostra les poblacions més properes.